# Station Pawłowice Małe
Station Pawłowice Małe is een spoorwegstation in de Poolse plaats Pawłowice Małe.